# Ruta Provincial 77 (Buenos Aires)
La Ruta Provincial 77 es una carretera parcialmente pavimentada de 64 km de extensión ubicada en el sur de la provincia de Buenos Aires, en Argentina.

## Características y recorrido
Desde su inicio en la rotonda con la RP 11 en Miramar hasta la rotonda con la RP 88 su calzada está pavimentada.  El camino tiene sentido este a oeste.En 2021 comenzó las obras de remodelación y asfaltado total de la Ruta Provincial 77 a lo largo de 1,8 km y la ampliación del ancho de trocha, que tendrá 8,8 m en ambos sentidos de circulación.
La ruta, desde la Ruta Provincial 11 hasta las afueras de Miramar es una avenida de dos carriles por mano. Luego pasa a ser un camino de un carril por mano hasta la rotonda con la Ruta Provincial 88, en donde pasa a ser un camino de tierra. En Balcarce vuelve a ser una avenida de dos carriles por mano.

## Localidades
- Partido de General Alvarado: Miramar.
- Partido de Balcarce: Balcarce.

## Nomenclatura municipal
En las zonas urbanas donde pasa la ruta se denomina de la siguiente forma:
- En Miramar: Calle 9.
- En Balcarce: Avenida Virgen de Luján y Avenida René Favaloro.